# نادي الفيصل للفروسية
نادي الفيصل للفروسية هو نادي فروسية في حي الرمال، مدينة غزة، فلسطين.
المسار هو موقع سباقات الخيول، وهي «رياضة شعبية» في غزة وفقًا لمقال نشر عام 1994 في روكي ماونتن نيوز. اعتبارًا من يوليو 2010، كان نادي الفيصل النادي الوحيد في قطاع غزة. اعتبارا من عام 2010، كان مجموع الأعضاء في ازدياد، حوالي 120 عضوًا، بالإضافة إلى أشخاص آخرين يأتون لدروس متباعدة أو رحلة عرضية. يحتوي النادي على مسارين بطول 40 مترًا و 60 مترًا حسب المعايير الدولية. هناك أيضًا أنماط مختلفة من القفزات العرضية. يتم إدخال الخيول عبر الأنفاق في قطاع غزة.
وفقًا لصحيفة ذي إيج الأسترالية، فإن مطعم النادي هو «المكان الذي يمكن رؤيته لنخبة غزة المراهقة». يقدم النادي البيرة البافارية الخالية من الكحول إلى مجموعة من الشباب الأثرياء والعلمانيين، ومن بينهم من «حجابهن مرفوع». وفقًا لصحيفة الغارديان، فإن النادي، الذي كان مجاورًا لمنتزه الحديقة المائية المجنونة، هو جزء من «حلقة» ترفيهية للأهالي من الأثرياء والتي تضم مقاهي ساحلية ومول غزة.